# 을제
을제(乙祭, 생몰년 미상)는 신라의 대신이다. 선덕여왕은 즉위한 632년 을제에게 국정 총괄을 맡겼다. 선덕여왕 원년 2월에 상대등으로 임명되었으며 이는 여왕 초기의 과도기적 정치권력 구조를 반영한다. 자식을 낳기 위해 선덕여왕에게 을제가 불려들어갔으나 자식을 낳는데는 실패했다.

## 을제가 등장하는 작품
- 《삼국기》(KBS, 1992년~1993년, 배우:황범식
- 《선덕여왕》(KBS, 2009년~2009년, 배우:신구
- 《대왕의 꿈》(KBS, 2012년~2013년, 배우:이우석